# Jacob Le Maire

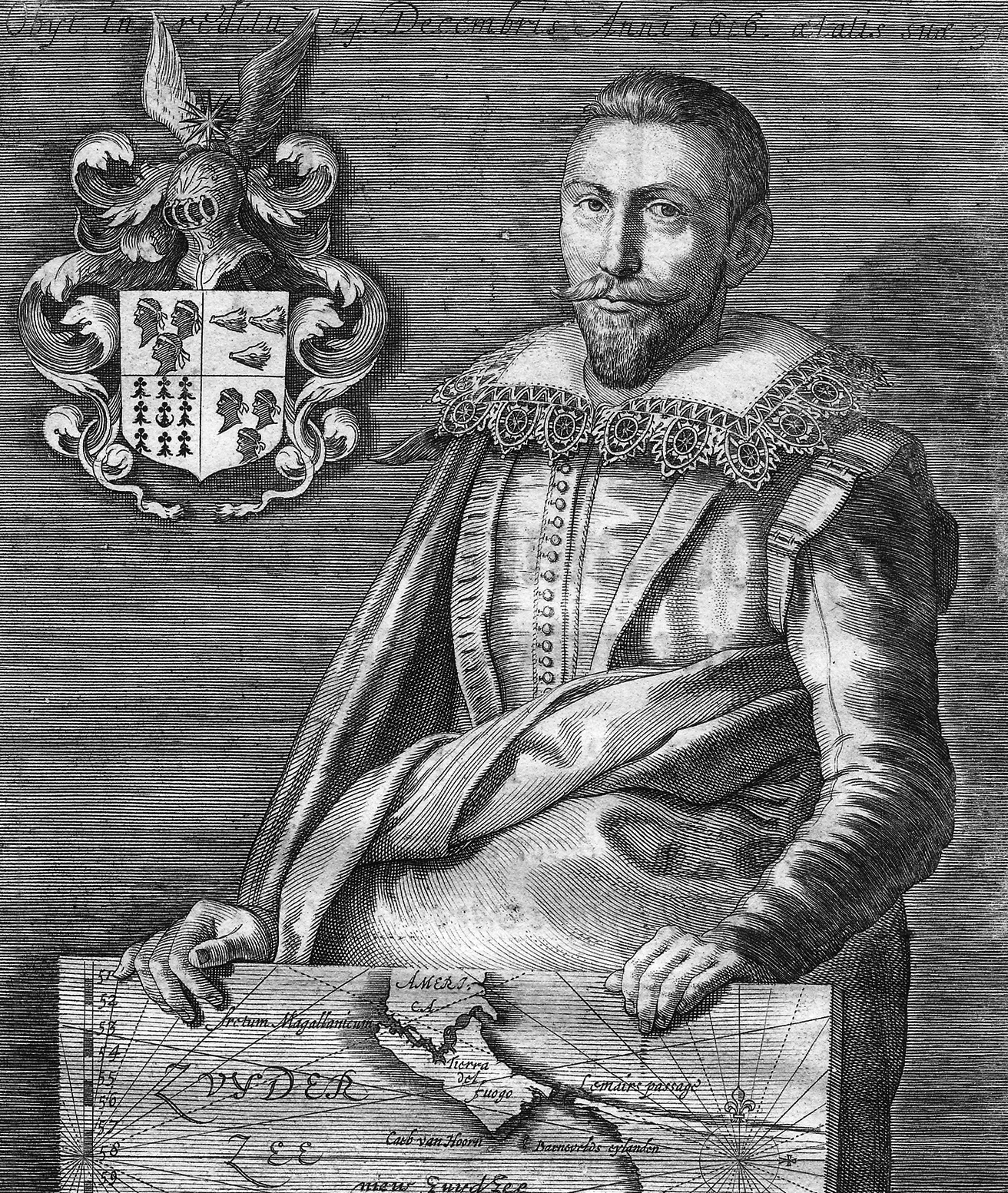
Jacob Le Maire

Jacob Le Maire (* 1585 in Antwerpen; † Dezember 1616 auf See) war ein niederländischer Seefahrer.

## Leben
Sein Vater Isaac Le Maire (* um 1558; † 1624) war ein holländischer Kaufmann wallonischer Abstammung und Mitbegründer der Niederländischen Ostindien-Kompanie (VOC). Dieser verließ jedoch 1605 die VOC im Streit und gründete die Australische Kompanie. Trotz der regierungsseitigen Protegierung der VOC erhielt er eine Lizenz für vier Entdeckungsfahrten und den äußerst profitablen Handel mit den Gewürzinseln. Er konnte diese aber nicht ohne eine alternative Schifffahrtsroute anstelle der von der VOC für sich allein beanspruchten Wege um das Kap der Guten Hoffnung oder durch die Magellanstraße nutzen. Daher suchte Isaac Le Maire eine von den Rechten der VOC unberührte Passage zum Pazifik zum Handel mit den ostindischen Gewürzinseln.
Er beauftragte dazu seinen Sohn Jacob und überzeugte die Kaufleute der kleinen Stadt Hoorn nördlich von Amsterdam, ihm zwei Schiffe für eine Expedition zu finanzieren, die Hoorn und die Eendracht. Le Maire engagierte für das eine Schiff den erfahrenen Kapitän Willem Cornelisz Schouten aus Hoorn. Das Kommando über das zweite Schiff übertrug Le Maire seinem Sohn Jacob.
Die beiden Seefahrer fanden am 29. Januar 1616 tatsächlich die Passage um die Südspitze Südamerikas und nannten diese Kap Hoorn. Jakob Le Maire und Schouten entdeckten wahrscheinlich auch die Staaten-Insel. Nach ihm ist auch die Le-Maire-Straße, eine Meeresenge, benannt. Diese trennt die Staaten-Insel und Feuerland.
Bei der folgenden Fahrt durch den Pazifik wurden unter anderem im Mai 1616 die Tonga-Inseln entdeckt. Der ethnologisch interessierte Le Maire legte ein Wörterverzeichnis der Hoorn-, Tabar- und Salomon-Inseln an, auf die spätere Seefahrer zurückgriffen – u. a. Abel Tasman und James Cook.
Bei der Landung auf Java im Oktober 1616 aber wurden die beiden Kapitäne von den Befehlshabern der VOC verhaftet. Man glaubte ihnen nicht, auf einer alternativen Route hergefunden zu haben. Die beiden wurden in Ketten in die Niederlande zurückgeschickt, die Schiffe konfisziert. Jacob Le Maire starb auf dieser Fahrt zwischen Batavia und Amsterdam im Alter von 31 Jahren.
Sein Vater Isaac ging vor Gericht und erreichte nach drei Jahren eine volle Entschädigung durch die VOC, die nicht nur Schiff und Ladung samt Zinseszins ersetzen, sondern auch den Anspruch Le Maires Sohn anerkennen musste, den Weg um Kap Hoorn gefunden zu haben.
Siehe zu Details der Reise auch Willem Cornelisz Schouten.